# 天门增十
室女座87，又名BD-17 3932，HD 120052、SAO 158165、HR 5181，是室女座的一颗恒星，视星等为5.43，位于銀經321.28，銀緯43.01，其B1900.0坐标为赤經13h 41m 58.9s，赤緯-17° 43.01′ 33″。